# George Lamming
George Lamming, né le 8 juin 1927 à Carrington, un village en banlieue de Bridgetown à La Barbade et mort le 4 juin 2022 à Bridgetown à La Barbade, est un romancier et poète d'origine barbadienne considéré comme l'une des figures de la littérature contemporaine caribéenne. Il est  professeur en arts littéraires et en études africaines à l'université Brown aux États-Unis.

## Biographie
George Eric Lamming est né le 8 juin 1927 à Carrington Village, à La Barbade, de parents africain et anglais. Après que sa mère a épousé son beau-père, Lamming partage son temps entre son lieu de naissance et le domicile de son beau-père dans le village de St David. Il étudie à l'école Roebuck et de Combermere. Encouragé par son professeur, Frank Collymore, George Lamming découvre le monde de la littérature et commence à écrire.

### Carrière
George Lamming quitte la Barbade pour travailler comme enseignant de 1946 à 1950 à Port of Spain, Trinidad, au collège de Venezuela, une école de garçons. Ensuite il émigre en Angleterre où, pour peu de temps, il travaille à l'usine. En 1951, il devient animateur à BBC Colonial Service. Ses écrits sont publiés dans le magazine barbadien Bim, édité par son professeur Frank Collymore, et la radio Caribbean Voices de la BBC diffuse ses poèmes et de courts récits. Lamming lit lui-même des poèmes sur Caribbean Voices, y compris quelques-uns écrits par le jeune Derek Walcott.
Le premier roman de George Lamming, In the Castle of My Skin, est publié à Londres en 1953.
Il gagne un Prix Somerset-Maugham et il est remarqué par d'éminentes figures comme Jean-Paul Sartre et de Richard Wright. Ce dernier écrit une introduction pour l'édition américaine du livre. George Lamming est ensuite récompensé par une Bourse Guggenheim et devient un écrivain professionnel. Il se met à voyager à travers le monde, en allant aux États-Unis en 1955, aux Antilles en 1956 et l'Afrique de l'Ouest en 1958. Son roman suivant, The Emigrants, centré sur le périple de migrants et le processus de réinstallation, est décrit par Quarterly Black Review comme étant « très stimulant. Cela montre à quel point les Noirs peuvent être à la dérive lorsqu'ils cherchent un contexte politique, économique et social. Il devrait également être lu comme un exemple de la façon dont les Noirs ont essayé d'utiliser le roman pour raconter leur histoire unique de manière unique ».
Il a une longue relation avec l'activiste sud-africaine Ethel de Keyser.

## Publications
- In the Castle of My Skin (1953)
- The Emigrants (1954)
- Of Age and Innocence (1958)
- Season of Adventure (1960)
- The Pleasures of Exile (1960)
- Water with Berries (1971)
- Natives of my Person (1972)